# Join (유닉스)
join(조인)은 공통 필드의 존재에 기반하여 2개의 정렬된 텍스트 파일의 줄들을 병합하는 유닉스 및 유닉스 계열 운영 체제의 명령어이다. 관계형 데이터베이스에 사용되는 JOIN 연산자와 비슷하지만 이 유틸리티는 텍스트 파일에 대해 처리한다는 점에서 차이가 있다.

## 같이 보기
- GNU 코어 유틸리티
- Join (SQL)
- 관계대수
- 유닉스 명령어 목록